# Лачугина, Мария Сергеевна
Мария Сергеевна Лачугина (род. 25 ноября 1999 года, Воронеж) — российская спортсменка, борец вольного стиля. Чемпионка Европы среди юниоров. Бронзовая призёрка чемпионата России 2020. Мастер спорта международного класса.

## Биография
Мария родилась 25 ноября, 1999 года в Воронеже. Её первым тренером в вольной борьбе был Скуднев Владимир Митрофанович, в спортивном клубе "Богатырь".

## Спортивная карьера

### Кадетский уровень
В 2013 году Мария выиграла свою первую серебряную медаль на первенстве России среди кадетов, годом ранее она уже стала чемпионкой страны, на первенстве России среди кадетов в Новочебоксарске (Чувашия). В 2015 году она финишировала второй на первенстве Европы в Сербии. В 2016 году выиграла первенство России и стала второй на первенстве мира в Грузии.

### Юниорский уровень
В 2017 и 2018 годах Мария выиграла бронзовые медали на первенствах России. В 2019 году она выиграла первенство страны, а затем и свой первый международный титул на первенстве Европы в Испании, в финале она победила чемпионку мира Ирину Рингачи из Молдавии. На первенстве мира 2019 года в Эстонии, Лачугина стала третьей.

### Взрослый уровень
В 2020 году на взрослом чемпионате России, Мария добыла бронзовую медаль для Воронежской области, годом спустя, Мария выступила на чемпионате Европы до 23 лет в Северной Македонии, где стала так же третьей. В конце года стала второй на кубке России в Наро-Фоминске. В 2022 году выиграла бронзовую медаль на гран-при Ивана Ярыгина в Красноярске, затем стала финалисткой международного турнира лиги Поддубного. После лиги Поддубного она выступила на VIII Всероссийской летней Универсиаде в Грозном, где заняла второе место. C начало 2023 года на всероссийских турнирах представляет Брянскую область. В январе 2023 года финишировала третьей на гран-при Ивана Ярыгина. В августе 2023 года Мария пришла третьей на Международном фестивале университетского спорта в Екатеринбурге. В ноябре 2023 года стала третьей на гран-при "Александр Медведь", который прошёл в Минске.

## Спортивные достижения
Взрослый уровень
- 2020 Чемпионат России — ;
- 2022 Лига Поддубного — ;
- 2022, 2023 Гран-при Иван Ярыгин — ;
- 2022 Всероссийская Спартакиада — ;
- 2023 Международный фестиваль университетского спорта — ;
- 2023 Гран-при Александр Медведь — ;

Юниорский уровень
- 2017, 2018 Первенство России — ;
- 2019 Первенство России — ;
- 2019 Первенство Европы — ;
- 2019 Первенство мира — ;
- 2021 Первенство Европы до 23 лет — ;

Кадетский уровень
- 2013 Первенство России — ;
- 2014, 2016 Первенство России — ;
- 2016 Первенство мира — ;